# دراجة شحن

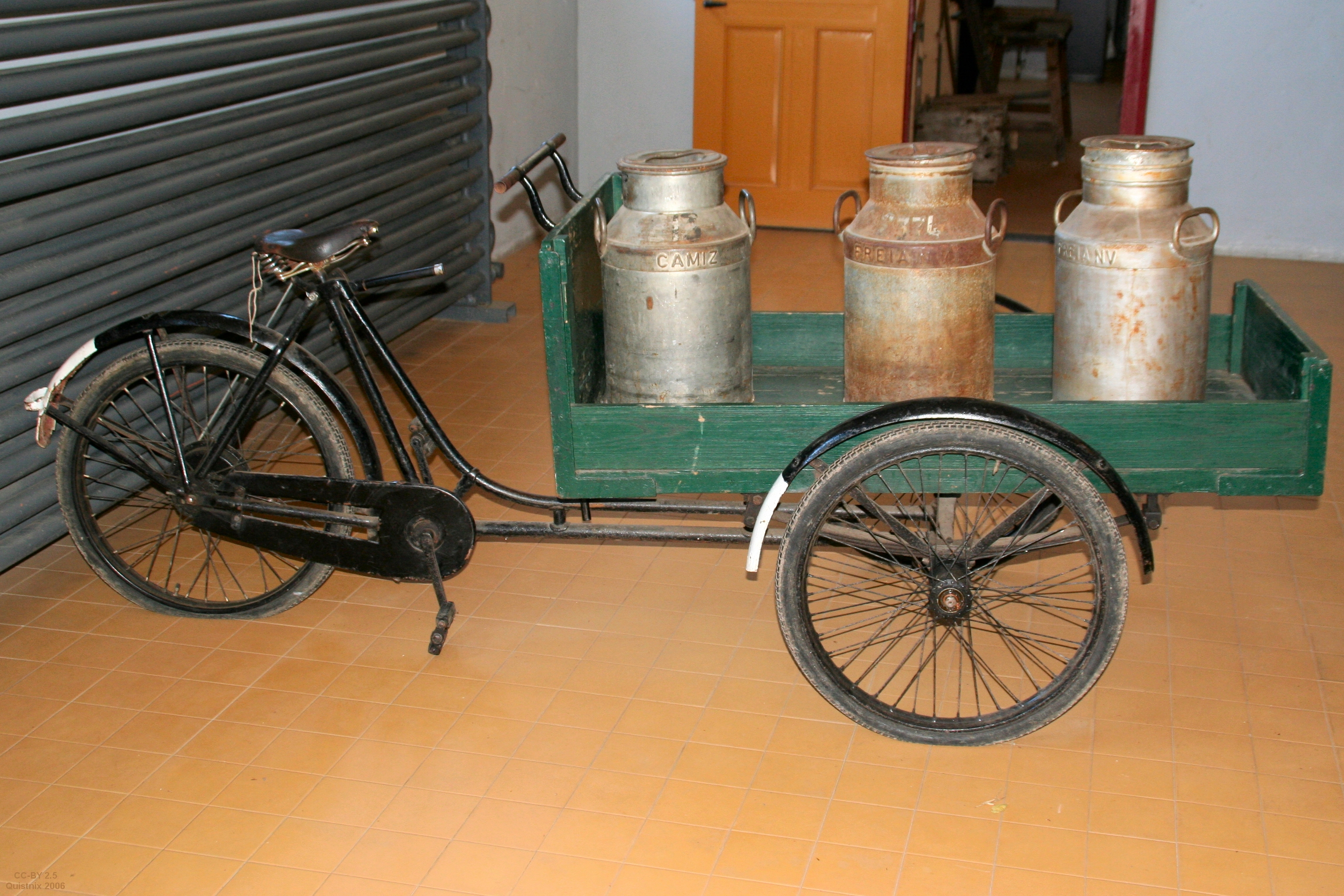

دراجة الشحن، أو الدراجة الناقلة، أو دراجة الشحن ثلاثية العجلات، أو دراجة الحمولة، أو الدراجة ذات الصندوق، أو الدراجة الشاحنة، هي مركبات تحركها القوة البشرية مصممة ومصنّعة خصيصًا لنقل الحمولات. يشتمل تصميم هذه العربة على مساحة للحمولة تتكون من صندوق مفتوح أو مغلق، أو صفيحة مستوية، أو سلة من الأسلاك، تُثبت عادة فوق أحد العجلتين أو كليهما أو في مكان منخفض خلف العجلة الأمامية أو بين العجلات المتوازية، إما في مقدمة العربة أو في مؤخرتها. ويجب أن يكون الهيكل ونظام الدفع مصنّعًا بحيث يتحمل أوزانًا أكبر من الدراجات العادية.

## التطور
استخدم التجار دراجة الشحن الأولى لتوصيل البريد والخبز والحليب وغيرها من الأشياء، وكانت دراجات الشحن المبكرة ذات معايير تحمل كبيرة، مع صندوق حمولة ثقيل في الأمام أو الخلف، وأحيانًا تكون عجلتها الأمامية أصغر لتتلاءم مع صندوق حمولة أمامي كبير. انتشر استخدمها بين التجار في أوائل القرن العشرين لتوصيل الطلبات المحلية. وما زال يُعرف هذا النوع في المملكة المتحدة باسم دراجة الجزار أو دراجة التوصيل، رغم أن مكتب البريد لديه أكبر أسطول منها.
ومع سيطرة محركات الاحتراق الداخلي في البلدان الصناعية بعد الحرب العالمية الثانية، قلت شعبية دراجة الشحن، لكنها بقيت تُصنع وتُستخدم بكثرة في باقي أنحاء العالم. وخلال الثمانينيات في أوروبا والتسعينيات في الولايات المتحدة، بادر المصممون المهتمون بالبيئة والمصنعون الصغار لإحياء قطاع صناعة دراجات الشحن.

## الاستخدامات الشائعة
تُستخدم دراجات الشحن في عدة أوضاع:
- خدمات التوصيل في المناطق المدنية المزدحمة
- بيع الطعام في المناطق التي تكون فيها حركة المشاة عالية (وتشمل دراجات مخصصة لبيع المثلجات)
- نقل الأدوات التجارية، بما فيها التجهيزات الكبيرة لمحطات الوقود ومؤسسة الأبحاث الذرية الأوربية
- نقل حمولات المطار
- جمع المواد لإعادة التدوير
- نقل بضاعة المخازن
- توصيل البريد (يُشغل مكتب البريد في المملكة المتحدة أسطولًا مكونًا من 33 ألف دراجة بشكل رئيسي من صنع شركة باشلي ميل ستار)
- نقل الأطفال؛ إذ يقدر أن 90% من دراجات الشحن المباعة في أمستردام تستخدم لنقل الأطفال.

## اعتبارات
تتفوق دراجات الشحن على العربات ذات المحرك بعدة مزايا:
- لا تنتج عنها مشاكل تلويث الهواء (مثل المستودعات المغلقة والمعامل الصناعية)
- كلفة تشغيلها أقل
- ليس لها صوت
- ليست محدودة بتوفر الوقود
- أقل خطرًا من معظم مركبات الطرق الأخرى
- تسهم في الازدحامات المرورية بدرجة أقل

إن محدودية أي عربة تتحرك بالقوة البشرية هي الضعف النسبي لطاقة الإنسان بالمقارنة مع المحركات، مع بقاء مجال ضيق للمقارنة بينهما من ناحية الوزن الفارغ والحمولة الصافية والمدى الجغرافي والطبوغرافي لكل منهما مقابل الآخر. قد تثني هذه الحدود البعض أحيانًا عن استخدام دراجات الحمولة، في حين ما يزال البعض يجدها مفيدة، وعددهم بازدياد.
يستفيد بعض مصنعي دراجات الشحن من محركات طاقة مساعدة لتكمل طاقة سائق الدراجة. ويمكن لمحركات تعزيز الطاقة أن تمكن من زيادة الحمل الصافي ونطاق العمل، لكنها تزيد أيضًا تكلفة الدراجة وتتطلب وقودًا أو غيرها من مصادر تخزين الطاقة.
نظرًا للمتطلبات الجسدية للدراج الذي عليه أن يدفع العربة أيضًا والتي لا يمكن تجاهلها ونقص الحماية ضد أي من العوامل أو من المرور، فهناك إمكانية لأن تكون ظروف العمل مشكلة أيضًا. وما يعيق الجهود التقنية لتحسين هذه الظروف الحاجة لوزن خفيف والبساطة والمتانة لتحقيق انخفاض الكلفة في العمليات صغيرة النطاق.

## الأنواع
إن دراجات الشحن شائعة جدًا في أمستردام وكوبنهاغن، والعديد من سكان أمستردام يضعون ببساطة صناديق حمولة أمامية على دراجاتهم القوية في المدينة. وهناك أنواع منها مصنعة خصيصًا تشمل ذات العجلتين وقاعدة التحميل المنخفضة مع قاعدة عجلات ممتدة، ودراجات مع عجلات أمامية صغيرة لتلائم صندوق التحميل الكبير، والدراجات ضفدعية الشكل ذات ثلاث عجلات مع صندوق بين العجلتين الأماميتين. ومن الأنواع المستخدمة في مناطق أخرى تلك التي تملك صفيحة تحميل أو سلة أو غيرها. وبدلًا من الصندوق، كانت مساحة للتحميل بين العجلتين الخلفيتين (طراز دلتا)، أو كبين تحميل بعجلتين صغيرتين في الأمام والخلف. ويمكن مشاهدة أربع عجلات أحيانًا، خصوصًا ضمن المصانع والمستودعات أو ما يشبهها، إذ تكون الحاجة للثبات وسعة الحمولة أعلى من العادي.

### الدراجة الشاحنة
تشير إلى نوع من دراجات الشحن ذات مقدمة عجلاتها أصغر من الخلف، بقياس 26 إنش (66 سم) من الخلف و20 إنش (51 سم) من الأمام.

### دراجة الجزار
تُعرف أيضًا باسم دراجة الخباز. كان هذا النوع شائعًا لطيف واسع من أنواع التجارة خلال النصف الأول من القرن العشرين وخصوصًا في المملكة المتحدة. وتضم عادة سلة أو صندوق تخزين ضمن إطار مثبت على مقدمة الدراجة، وغالبًا ما تحمل علامة تعلن عن صاحب العمل تثبت على المثلث الرئيسي لهيكل الدراجة.
تتاقصت شعبيتها بشكل كبير حتى نهاية الخمسينيات مع ازدياد الاعتماد على المحركات، ويقتصر استخدامها اليوم على خدمات توصيل البريد.

### بودا بودا
البودا بودا هي دراجة ذات عجلتين أو دراجة نارية للأجرة (تاكسي)، توجد في شرق أفريقيا. وهي أيضًا اسم لدراجات يوبا؛ وهي دراجات شحن مدمجة طرحت عام 2012.

### دراجة لونغ جون
هي دراجة شحن مع مساحة تحميل أمام الدراج مع وصلة تربط المقود بالعجلة الأمامية تسمى «وصلة التوجيه». تصل سعتها إلى 100 كغ تقريبًا. تملك دراجة لونغ جون التقليدية عجلة أمامية أصغر وعجلة خلفية تتراوح بين 23 إلى 26 إنش، بالإضافة إلى منصة تحميل طولها 30-40 إنش وسلة أو صندوق يتوضع في الأسفل أمام المقودين.
وحاليًا يستخدم مصطلح «دراجة الصندوق» لوصف هذا النوع من الدراجات، وحتى لوصف دراجات الحمولة بشكل عام. ويشار إلى نسخ أقصر من هذه الدراجة باسم الدراجات الشاحنة أحيانًا.
أصبحت دراجات لونغ جون العريقة تستحق اقتناءها، وآخر مصنع معروف ما زال ينتج دراجات لونغ جون الأصلية هو مونارك. يعود تاريخ دراجات لونغ جون إلى الدنمارك عام 1923. كانت شركة عائلة سميث وشركائهم (شركة «إس سي أو» التي أسسها إيفار سميث وروبرت جاكوبسين في أودينس، الدنمارك في 17 أكتوبر 1894) الشركة المبتكِرة وأول من صنع هذا النوع من دراجات الشحن. طُرحت دراجة لونغ جون الأولى للعامة في معرض وسوق ويمبلي العالمي عام 1924.
هذا النوع من الدراجات مفيد في حمل البضائع والأطفال الصغار أيضًا، ويمكن أن يعمل كبديل عن السيارة لعديد من العائلات مع بنية تحتية آمنة ومناسبة مكانيًا في بلداتهم ومدنهم. وهذه إحدى أسهل الطرق لنقل الأطفال الصغار جدًا (الرضع)، إذ تتسع المنصة أو الصندوق بما فيه الكفاية لتحتوي مقعد سيارة مقعر للطفل. وعندما يكبر الطفل قليلًا يجلس عادة على مقعد صغير ويثبت عليه بحزام من 3 أو 5 أقسام. تُباع مظلات حامية أو تصنع يدويًا وتثبت على صندوق الحمولة للحماية من العوامل الخارجية وتجعل المكان دافئا ومحببًا للأطفال للاستمتاع بالتنقل.

### دراجات لونغ جون المخصصة لخارج الطرق
يمتد نطاق دراجات حمولة لونغ جون إلى ما هو خارج الطرق، وتناسب مثل هذه التصميمات الأراضي الصعبة كالرمل والطين والثلج عن طريق استخدام إطارات عريضة أو محركات كهربائية وممهدات طريق مناسبة. وهذا ما جاء بدراجات الحمولة إلى المزارع والمنتزهات العامة وحالات الطوارئ وبرامج التلقيح.

### الدراجات ذات المؤخرة الطويلة
تحوي هذه الدراجات إطارًا أطول لقاعدة العجلات الخلفية مقارنة بالدراجات الاعتيادية، وتسهل المؤخرة الممتدة استخدامها بشكل أفضل كدراجة شحن أو لحمل عدة ركاب أو ركاب كبار مقارنة مع الدراجات الأقصر. تميل هذا الدراجات لأن تشبه في عملها الدراجات العادية أكثر من شبهها بدراجات النقل ذات وصلة التوجيه.
طورت شركة إكستراسيكل المنتج طويل المؤخرة الأول، «فري راديكال»، التي تتصل بدراجة من نوع «دونور» لتصبح دراجة طويلة المؤخرة عام 1998. ألهمت إكستراسيكل شركة كونا بدراجة أوتي التي طرحتها في موسم 2008. وطلبت من شركة سورلي بناء مجموعة هياكل متوافقة معها، وكانت النتيجة دراجة «بيغ دامي» التي أُطلقت لأول مرة في موسم 2008، وقد صُممت الهياكل المطلية بالكروم لتناسب عجلات من قياس 26 إنش. وتُرك الخيار للمشترين بين الهيكل فقط أو الدراجة كاملة. وثقت الشركة عام 2008 الدراجة ذات المؤخرة الطويلة كمعيار مفتوح المصدر. وهذا ساعد الأفراد على بناء دراجات طويلة المؤخرة بأنفسهم كدراجة «إكسترافوا».
توفر شركة إكستراسيكل الآن الدراجة كاملة، باسم إيدج رنر، التي تسمح بتحميل وإنزال أكثر أمانًا للأطفال، وأسهل بالتعامل والسرعة من غيرها من الدراجات طويلة المؤخرة لاستخدامها عجلة خلفية صغيرة بقياس 20 إنش.
منذ ذلك الوقت، أصبحت الدراجة طويلة المؤخرة ذات خيارات بأن تزود بأنظمة كهربائية مساعدة على الحركة.
أطلقت شركة يوبا للدراجات دراجة التحميل طويلة المؤخرة المكتملة الأولى مع موندو. ومن بين دراجات الشحن طويلة المؤخرة المكتملة كانت بيغ دامي من سورلي.
تملك شركة بايك فرايدي دراجة حمولة طويلة المؤخرة فريدة، تسمى هول-أ-داي، ذات هيكل أساسي يمكن تعديل قياسه وفقا للراكب من 4 إنشات حتى 6.6 إنش ارتفاعًا، ويُقال إنها أخف دراجة شحن طويلة المؤخرة في العالم.
لدى شركة بايك43 دراجةٌ طويلة المؤخرة ذات عجلة خلفية بقياس 20 إنش لتخفيف وزن الحمولة، والهدف جعل الدراجة ثابتة بوجود طفلين أو ثلاثة على متنها. يصنع هيكلها في أوروبا من معدن الكروم من أجل القساوة والقوة والتحمل.